# Apaxco
Apaxco pertence à Região Zumpango, é um dos municípios localizados ao nordeste do Estado de México, no México.

## Governo e administração
A cabecera municipal ou a capital do município é a povoação de Apaxco de Ocampo, lugar onde governa a autoridade mais importante do município que es apresentado por o Ajuntamento.
| Prefeito                      | Periodo   |
| ----------------------------- | --------- |
| Jorge Alberto Romero Martínez | 2000-2003 |
| Guadalupe Hernández Méndez    | 2003-2006 |
| Daniel Parra Ángeles          | 2006-2009 |
| Ignacio Cruz García           | 2009-2012 |
| Daniel Parra Ángeles          | 2012-2015 |
| Jesús Cruz Parra              | 2015-2018 |
| Daniel Parra Ángeles          | 2019-2021 |